# Castelul fetei în alb
 Castelul fetei în alb  este al doilea roman din pentalogia Cireșarii, o serie de romane pentru tineret, cu mare succes la publicul adolescentin (și nu numai) din România anilor 1960, 1970 și 1980 scrise de Constantin Chiriță, romancier și scenarist român, fost vicepreședinte al Uniunii Scriitorilor din România. A fost publicat inițial în 1958. Autorul a făcut și mici revizii ulterioare, ultima înainte de republicarea din 1972. Ca și restul romanelor din serie, are o acțiune independentă.
Personajele principale, numite și Cireșarii sunt: Tic și Maria (care sunt frați); Lucia, Dan, Victor, Ionel, Ursu. Există și un personaj nou – o fată recent sosită în oraș.

## Rezumat
Laura vrea să se împrietenească cu renumiții Cireșari. Din păcate, bunica ei îi interzice acest lucru, așa că Laura pornește singură către Castelul celor două cruci. Ea ajunge la castel, dar este capturată și facută prizonieră acolo.
Deși prizonieră, captiva reușește să le trimită un bilet Cireșarilor, care urmează un traseu foarte încâlcit pentru a o salva. În bilet fata descrie aproape toate încăperile castelului, dar omite să descrie concret locul în care se află. Cireșarii primesc în cele din urma mesajul, iar Tic pornește pe urmele primului mesager. 
Deci... castel cu o mulțime de mistere, minți curioase și spirite aventuroase, personaje enigmatice, mesaje codate, ascunzișuri și o groază de „muncă” detectivistă.

## Romanele pentalogieiCireșarii
- Cavalerii florii de cireș (numit inițial Cireșarii si apoi Teroarea neagră);
- Castelul fetei în alb
- Roata norocului
- Aripi de zăpadă (numit inițial Teroarea albă)
- Drum bun, Cireșari!

Seria Cireșarii este privită ca un reper în literatura română, atât pentru abordarea cărților de aventuri pentru tineret din epocă, cât și pentru popularitatea extraordinară pe care a avut-o în deceniile ce au urmat publicării, dar și peste generații. Romanele sunt și în prezent printre cele mai solicitate titluri românești pentru copii și tineret. 